# Jocelyne Roy-Vienneau
Pour les articles homonymes, voir Roy et Vienneau.
Jocelyne Roy-Vienneau, née en 1956 à Newcastle (Nouveau-Brunswick) et morte le 2 août 2019 à Bathurst (Nouveau-Brunswick), est la 31e lieutenante-gouverneure du Nouveau-Brunswick, c'est-à-dire la représentante de la reine au Nouveau-Brunswick. Elle prend ses fonctions le 23 octobre 2014 et meurt avant la fin de son mandat.

## Biographie
Née à Newcastle (Nouveau-Brunswick) (maintenant Miramichi) et élevée à Robertville, Jocelyne Roy-Vienneau est la quatrième des neuf enfants de Léon T. Roy, bûcheron, et de Mélanie (Morris) Goyette. En 1995, elle épouse Ronald Vienneau de Pointe-Verte avec lequel elle aura deux enfants, Isabelle et Cédric.
Elle est titulaire d'un baccalauréat en sciences appliquées avec spécialisation en génie industriel et d'une maîtrise en administration publique de l'Université de Moncton. Elle est la première femme vice-rectrice d'un campus à l'Université de Moncton, la première femme à diriger un collège communautaire francophone au Nouveau-Brunswick, et une des premières femmes diplômées de la Faculté de génie à l'Université de Moncton.

### Carrière
Jocelyne Roy-Vienneau occupe plusieurs postes en éducation et en génie. En 2014, elle termine un second mandat de vice-rectrice au campus de Shippagan de l'Université de Moncton. Auparavant, elle est sous-ministre adjointe responsable de l'éducation post-secondaire au ministère de l'Éducation du Nouveau-Brunswick. Elle occupe aussi plusieurs postes au Collège communautaire du Nouveau-Brunswick à Bathurst, dont ceux de directrice générale et de doyenne d'éducation. Elle commence sa carrière comme ingénieure de projet à la raffinerie pétrolière de l'Impériale Esso à Montréal.
En août 2014, Jocelyne Roy-Vienneau est nommée lieutenante-gouverneure du Nouveau-Brunswick par le gouverneur général du Canada David Lloyd Johnston d'après la recommandation du premier ministre du Canada Stephen Harper, sur la suggestion du premier ministre du Nouveau-Brunswick David Alward avec l'appui de l'opposition à l'Assemblée législative. Elle est la première femme acadienne à occuper ce poste.

### Élections provinciales de 2018
Jocelyne Roy-Vienneau joue un rôle d'arbitre à l'issue des élections provinciales du 24 septembre 2018, où aucun parti n'obtient la majorité. Sur 49 sièges, 22 vont au Parti progressiste-conservateur de Blaine Higgs et 21 au parti du gouvernement libéral sortant de Brian Gallant; le Parti vert gagne 3 sièges, tout comme l'Alliance des gens du Nouveau-Brunswick. Le premier ministre Brian Gallant rencontre la lieutenante-gouverneure et demande de demeurer au pouvoir; elle exige qu'un discours du Trône soit soumis à l'Assemblée législative pour un vote de confiance. Le 2 novembre, le gouvernement libéral perd ce vote de confiance par 25 voix contre 23. La lieutenante-gouverneure accepte alors la démission de Brian Gallant et Blaine Higgs devient premier ministre du Nouveau-Brunswick.

### Décès
Le 2 août 2019, Jocelyne Roy-Vienneau meurt du cancer à l'hôpital régional Chaleur de Bathurst à l'âge de 63 ans.